# La Clariana (Castellcir)

La Clariana, respecte del terme de Castellcir

La Clariana és una masia del terme municipal de Castellcir, al Moianès.
Està situada al nord-oest del nucli principal de Castellcir, el Carrer de l'Amargura, a migdia de la capçalera del Sot d'Esplugues, en el vessant nord del Serrat del Molí Vell, a ponent de la Roureda.
Es tracta d'una explotació agropecuària moderna amb un parell de residències familiars annexes.